# Barnvälkomnande
Ett barnvälkomnande är en bjudning och en ceremoni där man välkomnar ett spädbarn till världen. Det fungerar som ett icke-religiöst alternativ till barndop i ateistiska och agnostiska familjer. Barnvälkomnandet kan omfatta en namngivningsceremoni.
Det finns numera handböcker om att ordna namngivningsfester men betoningen ligger på den personliga utformningen enligt familjens önskemål. Många kyrkliga element används dock i sekulär innebörd, t.ex. är det vanligt med ”vän-faddrar” och tändning av ljus. Gäster, barnets syskon och övriga familjemedlemmar engageras ofta i programmet för ceremonin.